# Malines
Pour l’article homonyme, voir Malines (race de poule).
Malines ([malin]; en néerlandais : Mechelen, prononcé [ˈmɛxələ(n)]) est une commune et ville néerlandophone de Belgique située en Région flamande dans la province d'Anvers, chef-lieu de l'arrondissement. Malines compte 89 655 habitants (2025). C'est la sixième ville de Flandre en nombre d'habitants et la deuxième ville de province, après Anvers. Elle est aussi la deuxième ville sur la Dyle, après Louvain.
Elle est née de la fusion des anciennes communes de Malines, de Walem, d'Heffen, d'Hombeek, de Leest et de Muizen.
Elle est depuis 1559 le siège de l'archidiocèse de Malines, devenu en 1962 l'archidiocèse de Malines-Bruxelles.

## Géographie

### Situation
La commune de Malines est située à égale distance entre Bruxelles au sud et Anvers au nord.

### Sections de la commune
| # | Section  | Superf. (km²) | Habitants (2020) | Habitants par km² | Code INS |
| - | -------- | ------------- | ---------------- | ----------------- | -------- |
| 1 | Mechelen | 28,07         | 70.298           | 2.504             | 12025A   |
| 2 | Heffen   | 6,97          | 2.165            | 311               | 12025D   |
| 3 | Hombeek  | 9,66          | 4.216            | 436               | 12025B   |
| 4 | Leest    | 9,37          | 2.739            | 292               | 12025C   |
| 5 | Muizen   | 7,42          | 5.442            | 733               | 12025E   |
| 6 | Walem    | 4,31          | 2.031            | 471               | 12025F   |

### Communes limitrophes
| Willebroeck        | Rumst   | Wavre-Sainte-Catherine |
| Kapelle-op-den-Bos | Malines | Bonheiden              |
| Chapelle-au-Bois   | Zemst   | Boortmeerbeek          |

### Voies de communication et transports
La gare principale est située par les lignes 25 de Bruxelles-Nord à Anvers-Luchtbal, 27 de Bruxelles-Nord à Anvers-Central via Machelen et Mortsel et 53 entre Schellebelle et Louvain.
Conçue en 1835 pour être le centre du réseau ferroviaire belge naissant, cette gare bénéficie d'une desserte importante.
La gare de Nekkerspoel, un peu plus au nord, est desservie par un nombre moins important de trains.
Les trains sont en correspondance avec les bus du réseau De Lijn qui assurent des liaisons urbaines et interurbaines.
L'autoroute A1 (E19) traverse la commune à l'ouest de la ville, qui est desservie par les sorties Malines-Sud (route N109) et Malines-Nord (N16). Les autres routes notables traversant la commune sont la N1, la N14, la N15 et la N16.

### Hydrographie
La limite nord de la commune est constituée par le cours de la Nèthe, qui la sépare de Rumst.
La commune est traversée par la Dyle, affluent du Rupel, par la Senne et par le canal Louvain-Dyle.

### Relief
C'est un relief de plaine de faible altitude.

## Toponymie
Lors du partage de l'empire de Lothaire Ier entre Charles le Chauve, roi des Francs, et Louis le Germanique le 8 août 870, Malines serait mentionnée comme Maalinas dans la part due à Charles. Le nom néerlandais de Malines est Mechelen (Mecheln en allemand ; au Moyen Âge, Mechlinia en latin, parfois Meclinia).

## Histoire

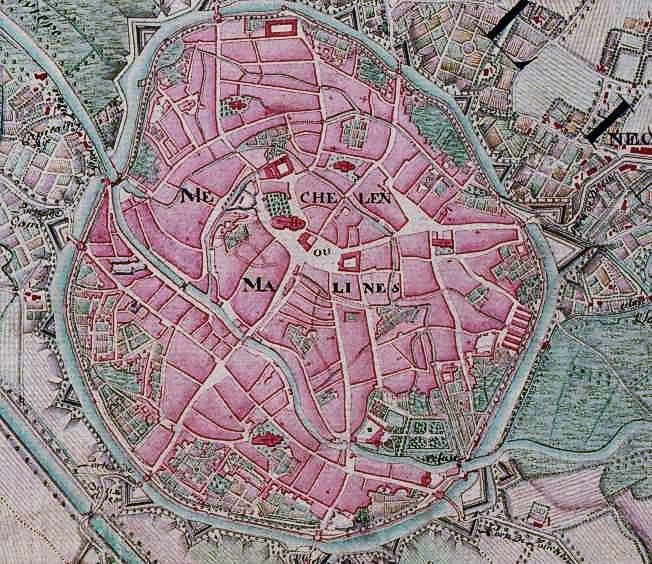
Malines à l'intérieur de son enceinte médiévale sur la Carte de Ferraris (1770-1778)

### Origines
Selon la tradition, Malines a été évangélisée au VIIe siècle par saint Rombaut, un moine venu d’Irlande, dont la vie et les miracles sont retracés sur des panneaux peints visibles dans le déambulatoire de la cathédrale.
À défaut de sources fiables et de fouilles archéologiques probantes, les historiens de Malines en sont réduits à des conjectures et recourent à la géographie pour expliquer la genèse de la ville. La rive gauche de la Dyle est légèrement surélevée et protégée des inondations : c'est là que se serait développée au cours du haut Moyen Âge, voire dès l'époque romaine, un premier noyau d'habitat autour de l'actuel Korenmarkt.
Sur la rive droite, très marécageuse, un deuxième noyau s'est développé ensuite autour du chapitre de Saint-Rombaut.
Vers 1300, est construite une enceinte pourvue de douze portes englobant toutes les paroisses de la ville, située sur l'emplacement de l'actuel Ringlaan, le boulevard qui entoure le centre historique de la ville.

### Moyen Âge
La seigneurie de Malines a longtemps été une possession de la principauté de Liège enclavée à l'intérieur du duché de Brabant.
Jusqu'au début du XIVe siècle, elle est dominée par une grande famille de propriétaires terriens, les Berthout, fréquemment en conflit avec leur seigneur, les princes-évêques. Le dernier représentant de leur lignée est Florent Berthout, mort en 1331.
En 1333, le comte de Flandre Louis de Nevers achète la seigneurie au prince-évêque de Liège. Elle est ensuite cédée au duc de Brabant Louis de Male par la paix d'Ath, qui met fin à la guerre de succession de Brabant (1357).
À sa mort en 1384, Malines passe à sa fille Marguerite, et par le mariage de celle-ci avec le duc de Bourgogne Philippe le Hardi aux ducs de Bourgogne de la maison de Valois, qui prennent peu à peu possession des fiefs néerlandais du Saint-Empire (duché de Brabant...) ou du royaume de France (comté de Flandre...), constituant un ensemble appelé « Pays-Bas bourguignons ».
Membre du conseil du duché de Bourgogne à l'époque du duc Philippe le Bon, chevalier de la Toison d'Or, Jean de Luxembourg (vers 1400-1466), le « bâtard de Saint-Pol », occupe la charge de haut bailli de Malines, la plus haute magistrature des Pays-Bas bourguignons.

### DesPays-Bas bourguignonsauxPays-Bas espagnols

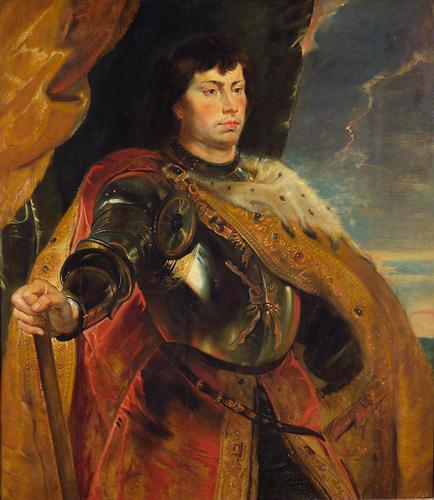
Charles le Téméraire par Rubens (vers 1618). Musée d'histoire de l'art à Vienne (Autriche).

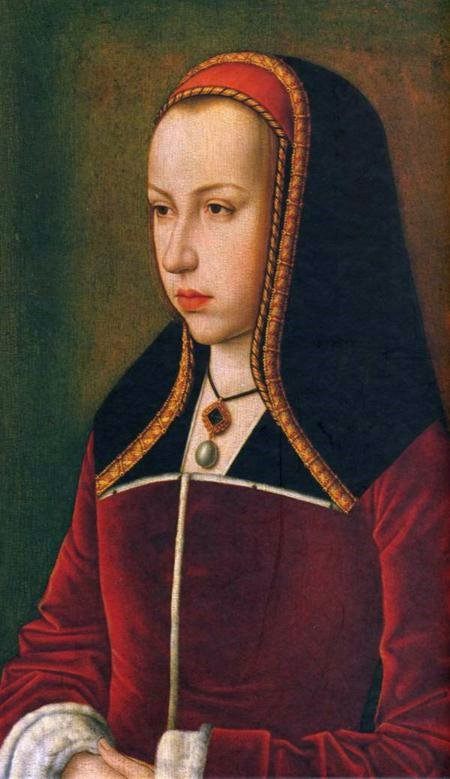
Marguerite d'Autriche (vers 1495).

Déjà prospère grâce à sa situation sur la Dyle, elle devient sous Charles le Téméraire le siège d'une cour supérieure des Pays-Bas bourguignons, le parlement de Malines (par analogie avec le parlement de Paris). Cette cour est supprimée en 1477 par le Grand Privilège de Marie de Bourgogne. Elle est rétablie en 1504 comme cour supérieure sous le nom de Grand Conseil de Malines par l'époux (veuf depuis 1482) de Marie, l'empereur Maximilien de Habsbourg. En 1504 le Grand Conseil de Malines est reconnu par tous, et va pendant près de trois siècles élaborer une jurisprudence impartiale et qualifiée : Aucun ordre des souverains ne pouvait suspendre, annuler ou modifier la procédure du Grand Conseil. Les conseillers du Grand Conseil de Malines devaient avoir un grade académique en droit .
La ville connaît son apogée dans la période où sa fille Marguerite d’Autriche, tante de Charles Quint, gouvernante des Pays-Bas de 1507 à 1530, y réside. Après elle, la gouvernante Marie de Hongrie, sœur de Charles Quint, réside plutôt à Bruxelles, qui devient la capitale des Pays-Bas.

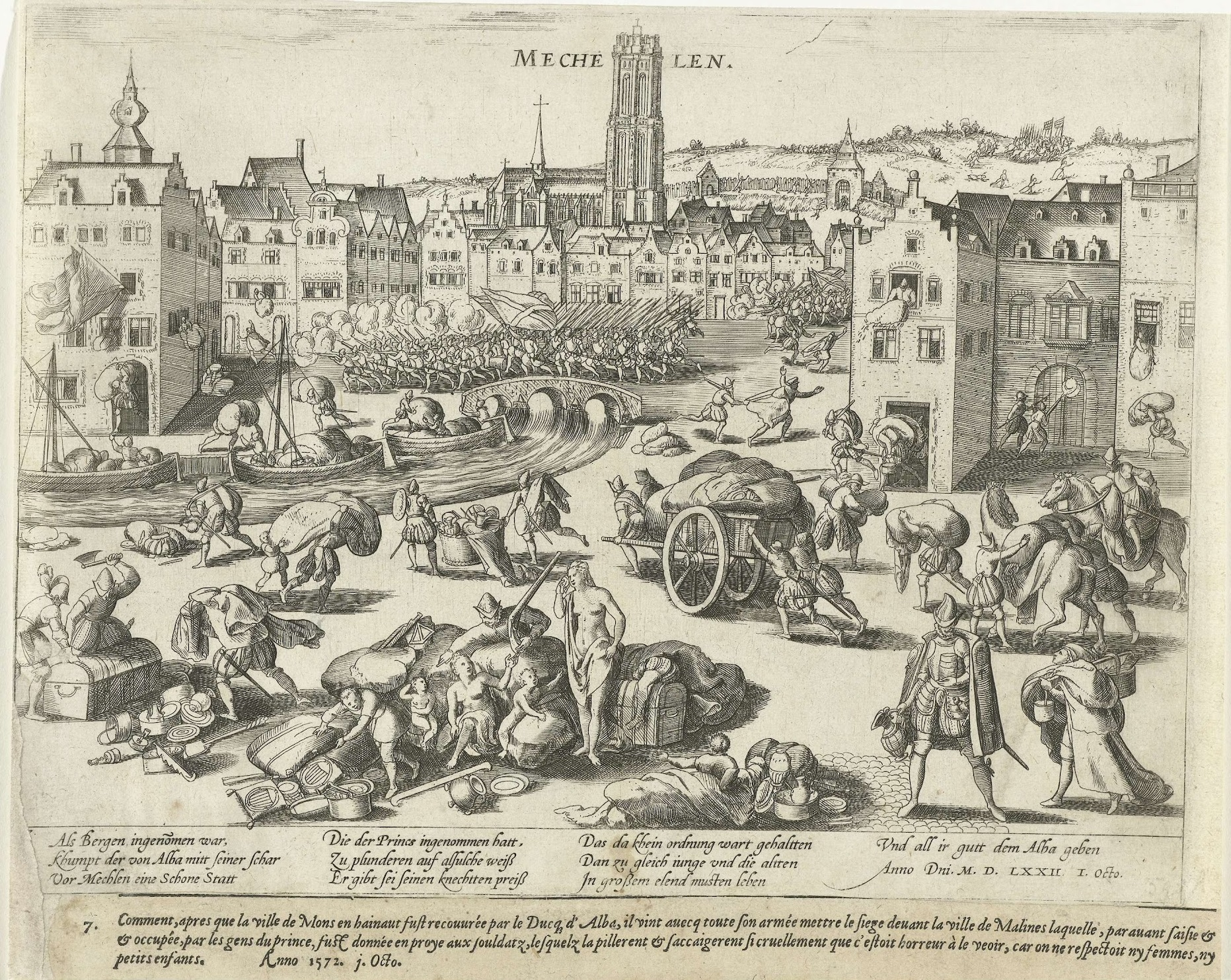
Malines mise à sac par les Espagnols en 1572

En 1546, l'explosion de la Zandpoort, un entrepôt de poudre, est une catastrophe. Elle provoque la mort de quelque 200 habitants et la destruction de nombreux immeubles. Les palais de Marguerite d'York et de Marguerite d'Autriche, situés à proximité, sont gravement endommagés.
Au début du règne du fils de Charles Quint, le roi d'Espagne Philippe II, la ville profite de la réorganisation des diocèses des Pays-Bas en devenant le siège de l'archidiocèse de Malines.
Mais peu après, les Pays-Bas deviennent le théâtre d'un conflit à la fois religieux et politique, avec la révolte des Gueux et les débuts de la guerre d'indépendance (1568-1648), alors dirigée par Guillaume d'Orange. Le 2 octobre 1572, les troupes espagnoles du duc d'Albe s'emparent de la ville et la mettent au pillage. En 1580, les insurgés de l'union d'Utrecht reprennent la ville, mais celle-ci est reprise définitivement par Alexandre Farnèse en 1585, avant Anvers, tandis que les sept provinces septentrionales restent indépendantes (de fait jusqu'en 1648), formant la république des Provinces-Unies.

### L'époque desPays-Bas autrichiens(1714-1794) et ses suites (1794-1815)
En 1714, à la fin de la guerre de Succession d'Espagne, les Pays-Bas espagnols sont cédés à la maison d'Autriche, dont le chef est en général empereur, devenant les Pays-Bas autrichiens.
En 1746, pendant la guerre de Succession d'Autriche, l'armée française commandée par le prince de Soubise s'avance vers Malines, qui capitule immédiatement, n'étant pas en mesure de se défendre.
Pendant la Révolution française, les Pays-Bas autrichiens sont attaquées durant l'automne 1792 par les armées de la République, déjà victorieuses à Valmy. Le 17 novembre 1792, après la victoire de Jemmapes, le général Stengel prend Malines, mais la ville revient sans combat aux mains de l'empereur François II au printemps suivant, les armées françaises étant alors contraintes de battre en retraite. Le 15 juillet 1794, les troupes françaises qui ont repris l'offensive prennent une deuxième fois Malines.
Après la conquête française des Pays-Bas, la seigneurie de Malines est incorporée en 1795 au département des Deux-Nèthes (chef-lieu : Anvers), dont elle est une sous-préfecture.
Le 22 octobre 1798, durant la guerre des Paysans, la ville est prise par les insurgés, mais reprise par les républicains le lendemain. 41 prisonniers sont fusillés devant la cathédrale.
À l'époque de Napoléon, les murailles sont totalement détruites.
En 1815, après la chute de Napoléon et le congrès de Vienne, le département est incorporé au royaume des Pays-Bas et devient la province d'Anvers.

### Époque contemporaine
En 1835, la première ligne de chemin de fer public  du continent européen relia Malines à Bruxelles.
En 1863, le Congrès de Malines réunit, à l'initiative du théologien bavarois Ignaz von Döllinger, plus de cent théologiens. Les débats prenant un tour de plus en plus libéral, le pape Pie IX ordonne la clôture du Congrès et publie le Syllabus errorum.
En 1866 , la ville connaît une importante épidémie de choléra, qui se répète quelques années plus tard, mais n'est plus aussi intense.
En 1914, la ville fut bombardée par les Allemands les 27 et 28 août (Grande Retraite). Plusieurs bâtiments historiques, notamment sur l'IJzerenleen et le Schoenmarkt, ont été partiellement ou complètement détruits. Ces bâtiments ont été reconstruits dans un style rétro après 1918, après un concours d'architecture.
En 1944, les Britanniques bombardèrent la ville et firent environ 300 morts. Encore une fois, de nombreuses maisons ont été rasées. Dans le Mechels Broek, de nombreux cratères de bombes de cette époque sont encore très visibles dans le paysage aujourd'hui.
Pendant la Seconde Guerre mondiale, de 1942 à 1944, la Caserne Lieutenant-Général Baron Dossin de Saint-Georges, mieux connue sous le nom de Caserne Dossin, servit, sous le nom de SS-Sammellager-Mecheln, de lieu de rassemblement pour 24 916 juifs et 351 tziganes de Belgique avant leur départ pour le camp d’extermination d’Auschwitz.
Le 18 mai 1985, le pape Jean-Paul II a visité la ville à l'occasion de son 65e anniversaire.

## Héraldique
|  | La ville possède des armoiries qui lui ont été octroyées le 7 octobre 1986. Elles remplaçaient de plus anciennes armoiries octroyées le 6 décembre 1810, confirmées les 6 octobre 1819 et 18 décembre 1841. Ce sont les armoiries du domaine et du comté de Malines. Les armoiries aux pals rouges sont celles de la famille Berthout, seigneurs de Malines aux XIIe et XIIIe siècles. En 1490, l'empereur Frédéric III accorda à la ville l'utilisation d'un écusson avec l'aigle impérial. Sur le sceau de la ville, datant de la même année, les nouvelles armoiries sont montrées, avec deux griffons comme supports. Ce sont les supports de la famille Habsbourg, empereurs du Saint-Empire romain germanique. La devise a également été ajoutée à la fin du ̻XVe siècle. Le blason du dragon est probablement dérivé des armoiries du Royaume d'Aragon qui présentaient également des pals rouges sur fond or (voir pour le blason la province de Valence en Espagne) mais qui n'avaient rien à voir avec la ville. Dans les nouvelles armoiries, le casque et l'emblème ont été remplacés par une couronne de comte pour le comté historique de Malines. Aux XVIIe et XVIIe siècles, l'aigle de l'écusson était souvent représenté avec deux têtes, mais celles-ci n'étaient jamais utilisées officiellement. Napoléon a donné des armoiries à Malines en 1810, montrant le bouclier avec les pals, mais au lieu de l'aigle, un canton libre avec un N couronné, symbole des villes de seconde classe. En 1819, les armoiries furent octroyées sans le support, qui fut ajouté en 1841. En 1986, le blason fut remplacé par une couronne. Les armoiries de 1841 montraient le blason avec un dragon d'or. Les armoiries utilisaient également la devise In fide constans (« La Fidélité Constante »). Les armoiries actuelles montrent deux griffons comme supports et la traduction de la devise en néerlandais, In trouwen vast. Blasonnement : D'or à trois pals de gueules ; écu de cœur : d'or à un aigle de sable. L'écu surmonté d'une couronne d'or avec treize perles, dont trois sont surélevées, et retenues par deux griffons d'or, griffus et de gueules, le tout reposant sur un ruban d'or avec la devise IN TROUWEN VAST en lettres de sable. (Traduction libre) Source du blasonnement : Heraldy of the World. |

## Politique et administration

### Élections communales de 2018
Le bourgmestre Bart Somers est à la tête d'un cartel Open Vld-Groen-m+, qui dispose d'une majorité de 25 sur 43 sièges. De 2019 à 2023, Alexandre Vandersmissen est désigné comme bourgmestre faisant fonction en remplacement de Bart Somers nommé ministre des Affaires intérieures, de l’Administration, de l’Intégration et de l’Égalité des chances de au sein du gouvernement flamand Jambon. Le 6 novembre 2023, Bart Somers annonce sa démission du poste de ministre des Affaires intérieures, de l’Administration, de l’Intégration et de l’Égalité des chances de au sein du gouvernement flamand Jambon pour reprendre son poste de bourgmestre de Malines.
|       |                  |        |       |      |         |     |
| Parti | Parti            | Voix   | %     | +/-  | Sièges  | +/- |
|       | Open Vld - Groen | 26 335 | 47,7  | 13,8 | 25 / 43 | 9   |
|       | N-VA             | 9 067  | 16,4  | 6,8  | 7 / 43  | 3   |
|       | VB               | 5 298  | 9,6   | 0,9  | 4 / 43  | 1   |
|       | sp.a             | 5 052  | 9,2   | 9,0  | 3 / 43  | 5   |
|       | CD&V             | 5 050  | 9,2   | 3,2  | 3 / 43  | 2   |
|       | PVDA             | 2 454  | 4,4   | 1,4  | 1 / 43  | 1   |
|       | Autres           | 1 920  | 3,5   | 2,9  | 0 / 43  | 0   |
| Total | Total            | 55 176 | 100,0 |      | 43      | 0   |

### Élections communales de 2024
Le bourgmestre Bart Somers est pour cette législature à la tête d'un cartel dénommé Voor Mechelen (Open Vld-Groen-m+), avec 19 sièges, il ne dispose pas d'une majorité. Ainsi une coalition a été négociée avec Vooruit pour obtenir 24 sièges sur les 43. 

## Démographie

### Évolution démographique: Avant la fusion des communes
- Sources : INS, Rem. : 1831 jusqu'en 1970 = recensements, 1976 = nombre d'habitants au 31 décembre[11].

### Évolution démographique: Commune fusionnée
En tenant compte des anciennes communes entraînées dans la fusion de communes de 1977, on peut dresser l'évolution suivante :
- Source : DGS - Remarque: 1806 jusqu'à 1981=recensement; depuis 1990=nombre d'habitants chaque 1er janvier[12]

## Sports
- Clubs de football: KRC Malines, KV Malines, Sporting Malines, Rapid Leest, VV Leest, Leest Utd., FC Muizen, Heffen, Zennester Hombeek, Walem, FC Malinois.
- Club de basketball: RC Malines
- Club de handball: Welta Mechelen
- Domaine De Nekker, centre provincial sportif et récréatif

## Folklore

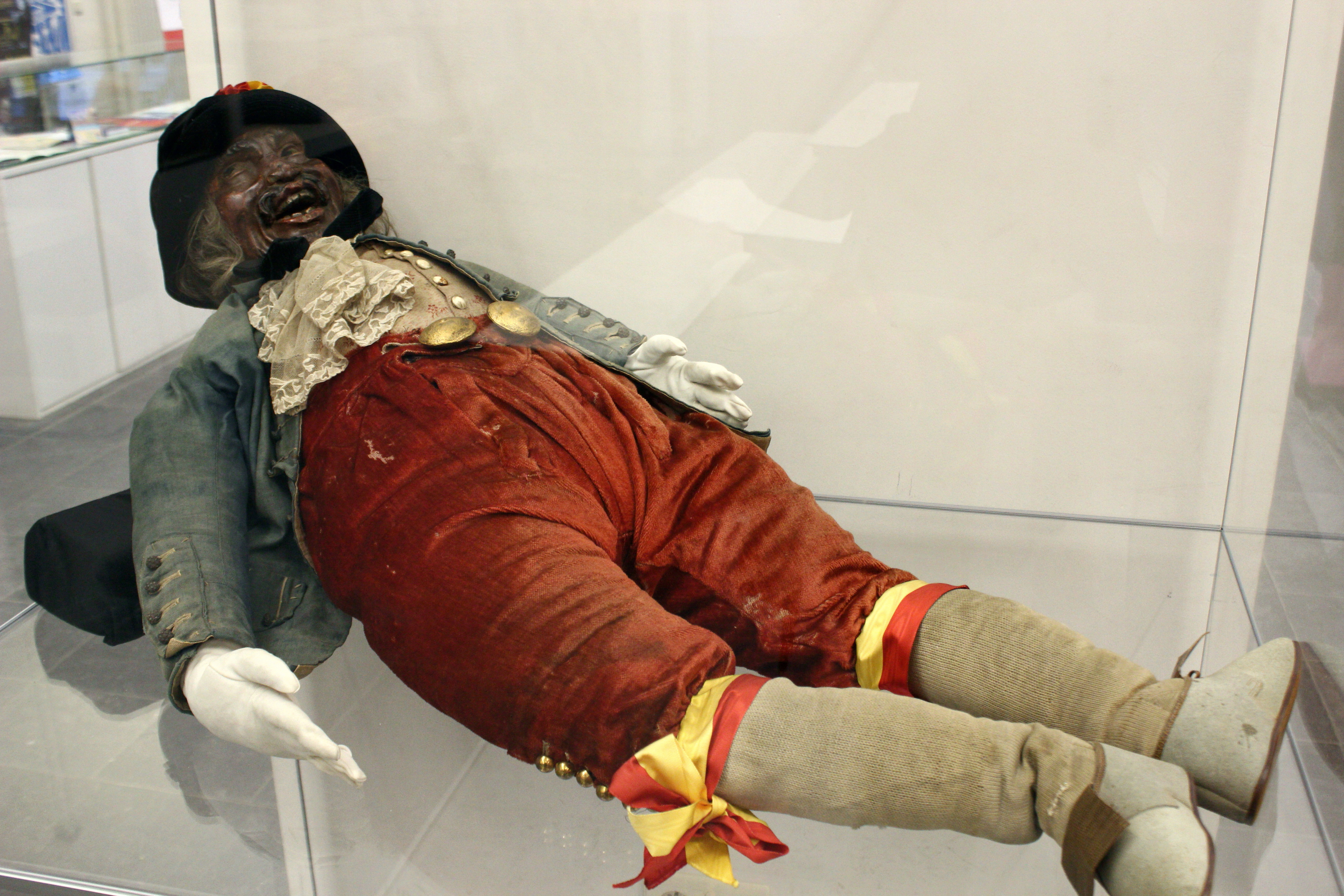
Opsinjoorke

- Comme c'est le cas pour beaucoup de villes flamandes, les Malinois sont affublés d'un sobriquet. Selon la tradition, dans la nuit du 27 au 28 janvier 1687, un individu sortant d'un cabaret crut que la cathédrale Saint-Rombaut était en flammes. Ameutés par ses cris, les Malinois se précipitèrent pour éteindre l'incendie, pour se rendre compte qu'il ne s'agissait que d'une illusion : ce qu'ils avaient pris pour des flammes n'étaient que les reflets orangés de la lune derrière la cathédrale. Tout le pays en rit et les Malinois furent désormais appelés « Maneblussers », c'est-à-dire les « éteigneurs de lune » en néerlandais[13],[14].

- La mascotte des Malinois est une poupée, appelée Opsinjoorke (nl), qu'on lance en l'air et rattrape ensuite dans un drap. La poupée actuelle, conservée au Musée communal (Hof van Buysleden[15]), a été sculptée en 1647 par Valentijn Van Landscroon. Elle était connue jadis sous d'autres noms : « Sotcop » (« fou » en néerlandais) ou encore « Vuylen Bras » (« noceur »). En 1775, lors d'un cortège, les porteurs l'ayant projetée en l'air trop violemment, elle retomba sur un spectateur anversois, Jacobus de Leeuw, qui leva les bras pour se protéger. Une longue rivalité oppose les Malinois et les Anversois. La foule, croyant que l'Anversois voulait dérober la poupée, le roua de coups. Depuis cet incident, la poupée porte le nom de « Opsinjoorke », une allusion au sobriquet des Anversois, « Sinjoren », un mot dérivé de l'espagnol « señor », et qui signifie « Messieurs ». La poupée fut effectivement dérobée par des étudiants anversois le 7 décembre 1949. La ville d'Anvers ne la restitua qu'un mois plus tard.

## Événements

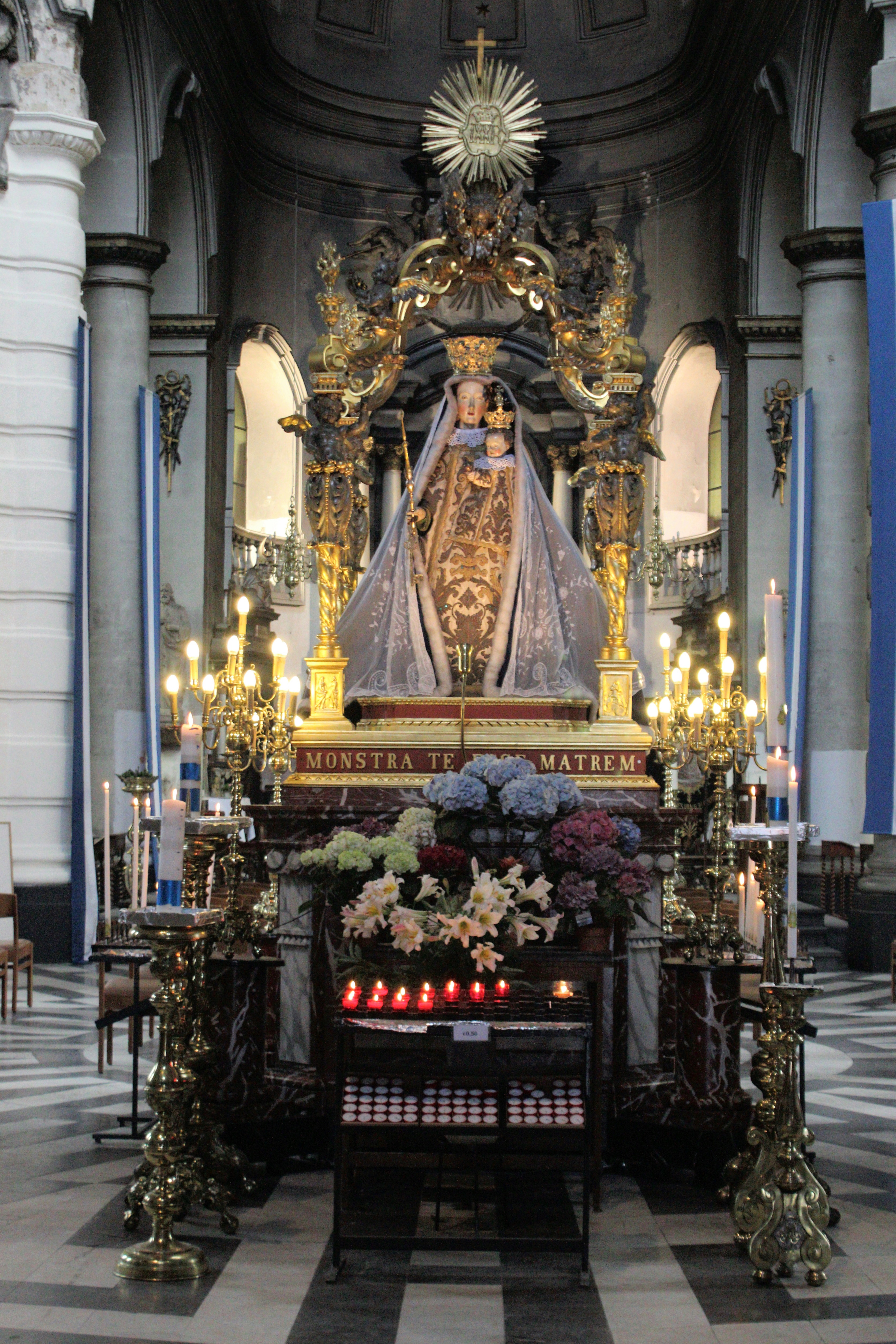
Statue de Notre-Dame de Hanswijk

- Procession de Hanswijk (Hanswijkprocessie) : elle a lieu tous les ans le dimanche avant l'Ascension en l'honneur de la Vierge de Hanswijk. Sa statue est portée à travers toute la ville. Alors que Malines était victime de la peste en 1272, les habitants du faubourg de Hanswijk portèrent la statue jusqu'à la ville. Selon la tradition, les Malinois avaient fermé les portes, mais la porte de Bruxelles s'ouvrit d'elle-même et la procession put entrer dans la ville. L'épidémie s'étant arrêtée, les Malinois promirent d'organiser chaque année une procession en témoignage de gratitude. La première partie de la procession est consacrée à l'histoire de Hanswijk, vient ensuite une représentation de la vie de la Vierge et enfin des scènes de la vie de Jésus[16].

- Cavalcade de Hanswijk : Depuis 1738, la procession d'Hanswijk célèbre tous les vingt-cinq ans une année jubilaire. Ce cortège historico-religieux associé à l'Ommegang de Malines a eu lieu pour la dernière fois en 2013. La prochaine Cavalcade, la treizième de son histoire, traversera Malines en 2038. Les géants participant à la procession ont été classés au Patrimoine mondial de l'UNESCO[17].

- Grand cortège carnavalesque le dimanche 28 jours avant Pâques.

## Culture et patrimoine

### Monuments et lieux

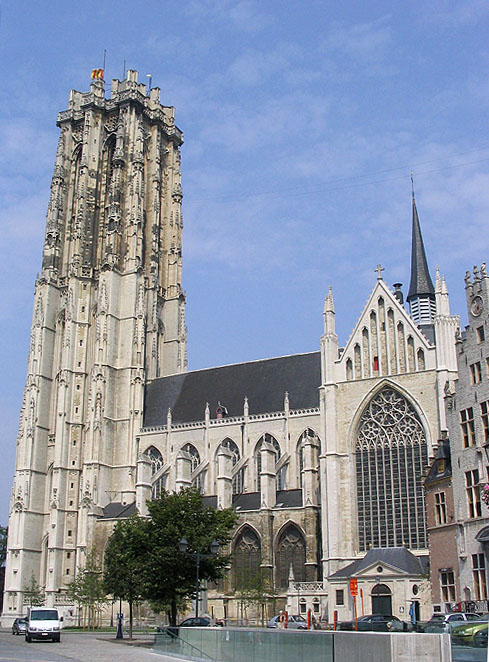
La tour de la cathédrale Saint-Rombaut

La ville a conservé de nombreux monuments qui témoignent de son importance dans les siècles passés. Elle ne compte par exemple pas moins de trois hôtels de ville, ou plutôt maisons des échevins.
De nombreuses rues piétonnes mettent en valeur de superbes demeures à frontons, des palais, églises et autres édifices classés du 16e siècle.

#### Monuments religieux
- La cathédrale Saint-Rombaut, (XIIIe siècle au XVIe siècle) avec son imposante tour de 97 mètres (à l'origine il était prévu qu'elle mesure 167 mètres) et ses deux carillons de 49 cloches chacun.

- L'église Saint-Jean (Sint-Janskerk) contient un superbe retable de l'Adoration des Mages peint par Pierre Paul Rubens.

- L'église Saints-Pierre-et-Paul est une église baroque du XVIIe siècle qui fait fonction d'église paroissiale.

- L'église Notre-Dame-au-delà-de-la-Dyle de Malines (Onze-Lieve-Vrouw-over-de-Dijlekerk), en gothique brabançon, abrite elle aussi un retable de Rubens, la Pêche miraculeuse.

- La basilique Notre-Dame de Hanswijk (Onze-Lieve-Vrouw-van-Hanswijkbasiliek) construite en style baroque par l'architecte malinois Lucas Faydherbe.

- L'église du Béguinage (nl) (Begijnhofkerk), dédiée à saint Alexis et sainte Catherine (1629-1647) est un bel exemple des débuts du Baroque en Belgique. Elle a été conçue par P. Huyssens et Jacob Franquart et achevée par Lucas Faydherbe.

- L'église Notre-Dame du Val-des-Lys (Onze-Lieve-Vrouw van Leliëndaal) est un édifice baroque construit par Lucas Faydherbe (1662-1672).

- L'église Sainte Catherine (Sint-Catharinakerk ou Sint-Katelijnekerk) est un édifice gothique.

- La chapelle du Saint Esprit (Heilige Geestkapel en néerlandais) est un petit édifice à une seule nef de style gothique primitif, bâtie au XIIIe siècle. Au Moyen Âge, on y distribuait des repas aux nécessiteux[19]. Vers 1910, l'architecte malinois Edmond Peel restaure l'édifice en grès. Une alcôve à trois lobes avec un bloc sacrificiel a été ajoutée sous la fenêtre centrale en arc brisé du pignon avant. Dans le mur latéral nord-ouest, quatre lumières en forme d'arc pointu et deux portes d'entrée ont été placées. La chapelle est protégée en tant que monument depuis 1938 en raison de sa valeur artistique, archéologique et historique. Entre 1972 et 2013, la chapelle et la maison abritaient le théâtre de marionnettes De Maan de la ville de Malines[20]. Le Heilige Geestkapel a retrouvé un nouveau souffle avec diverses manifestations telles que 'unheard', un festival de musique alternative. En 2018, la Heilige Geestkapel faisait partie des trois lauréats du Prix du patrimoine immobilier[20].

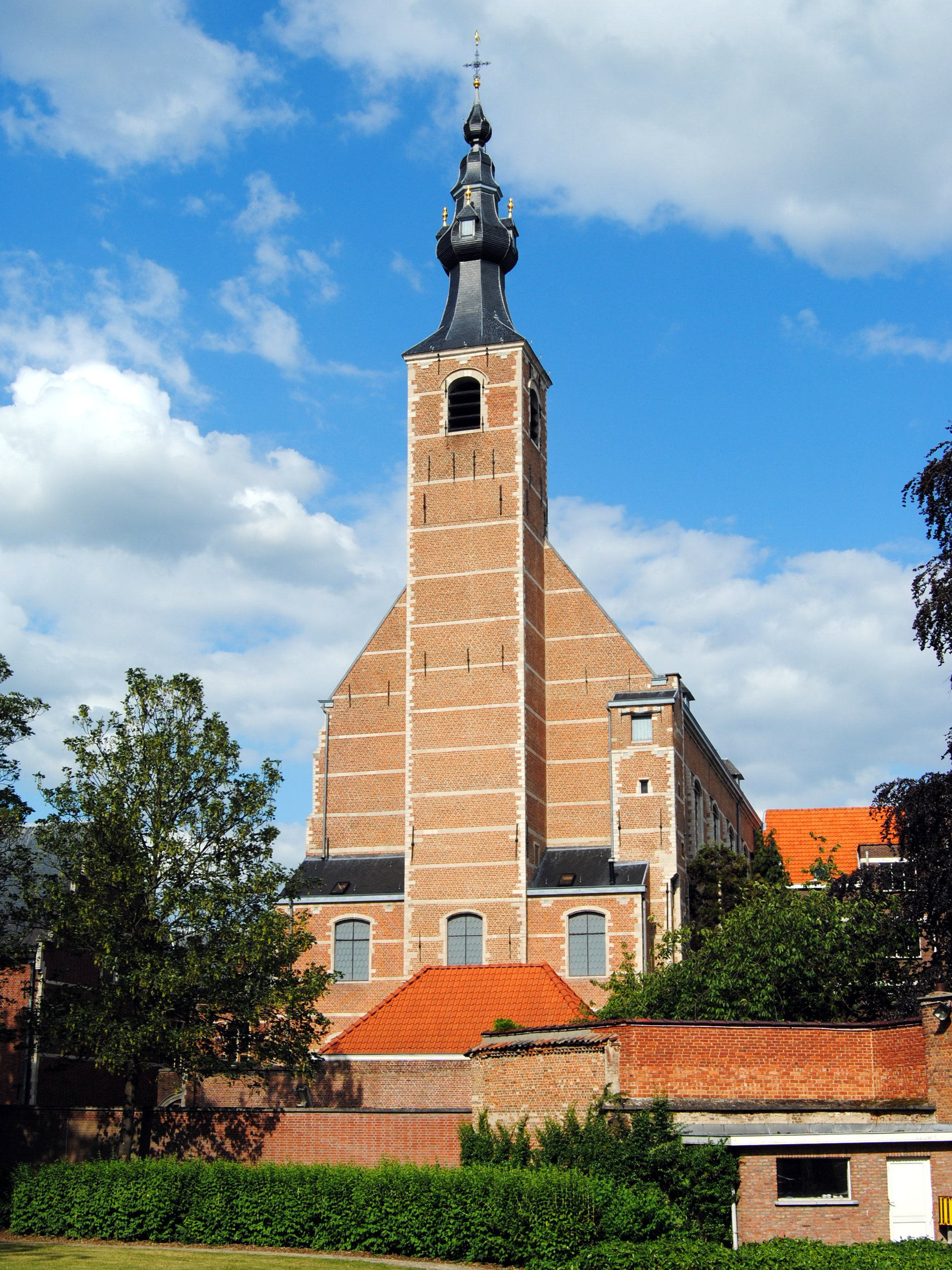
Église Notre-Dame du Val des Lys
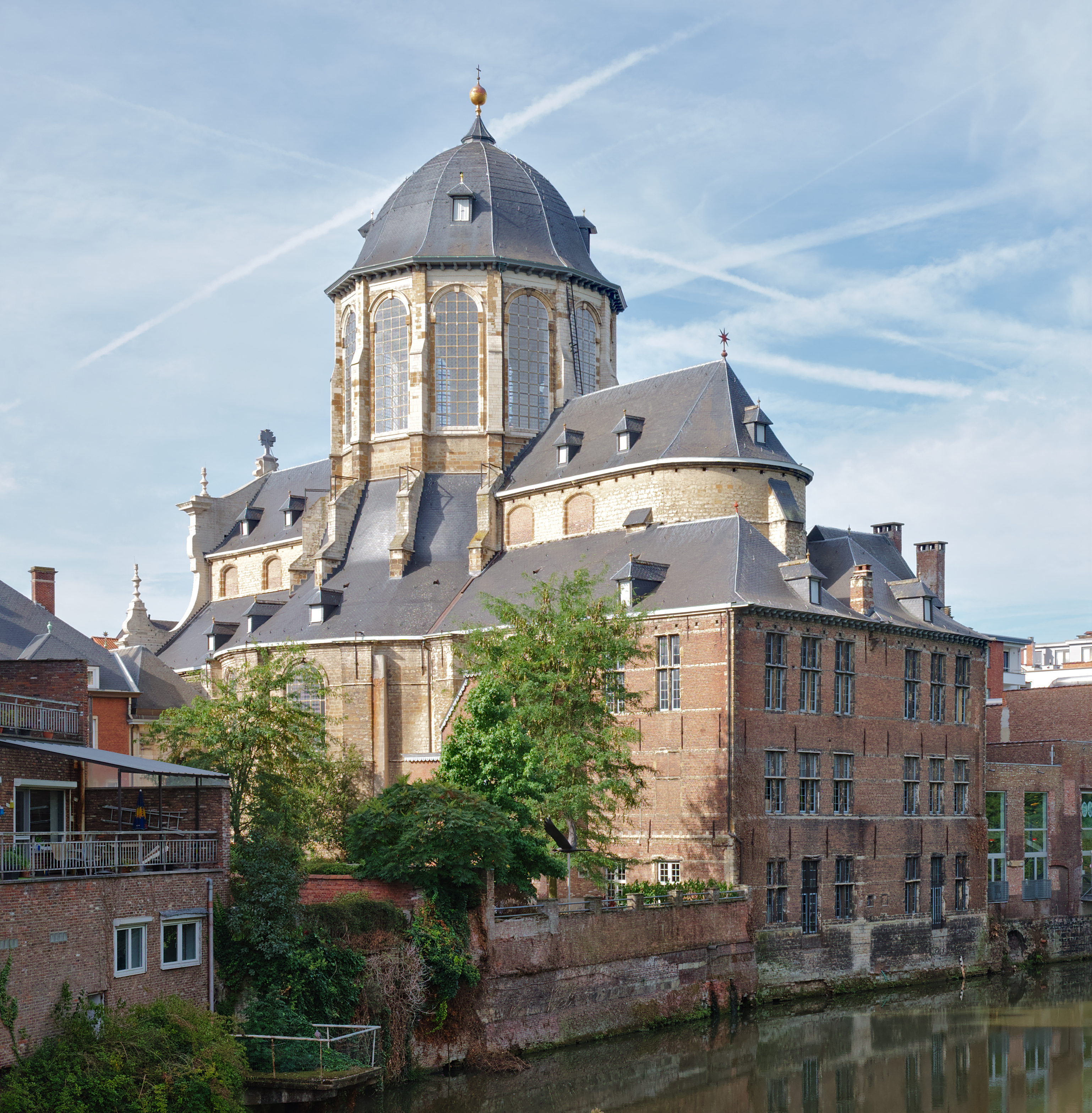
Basilique Notre-Dame de Hanswijk
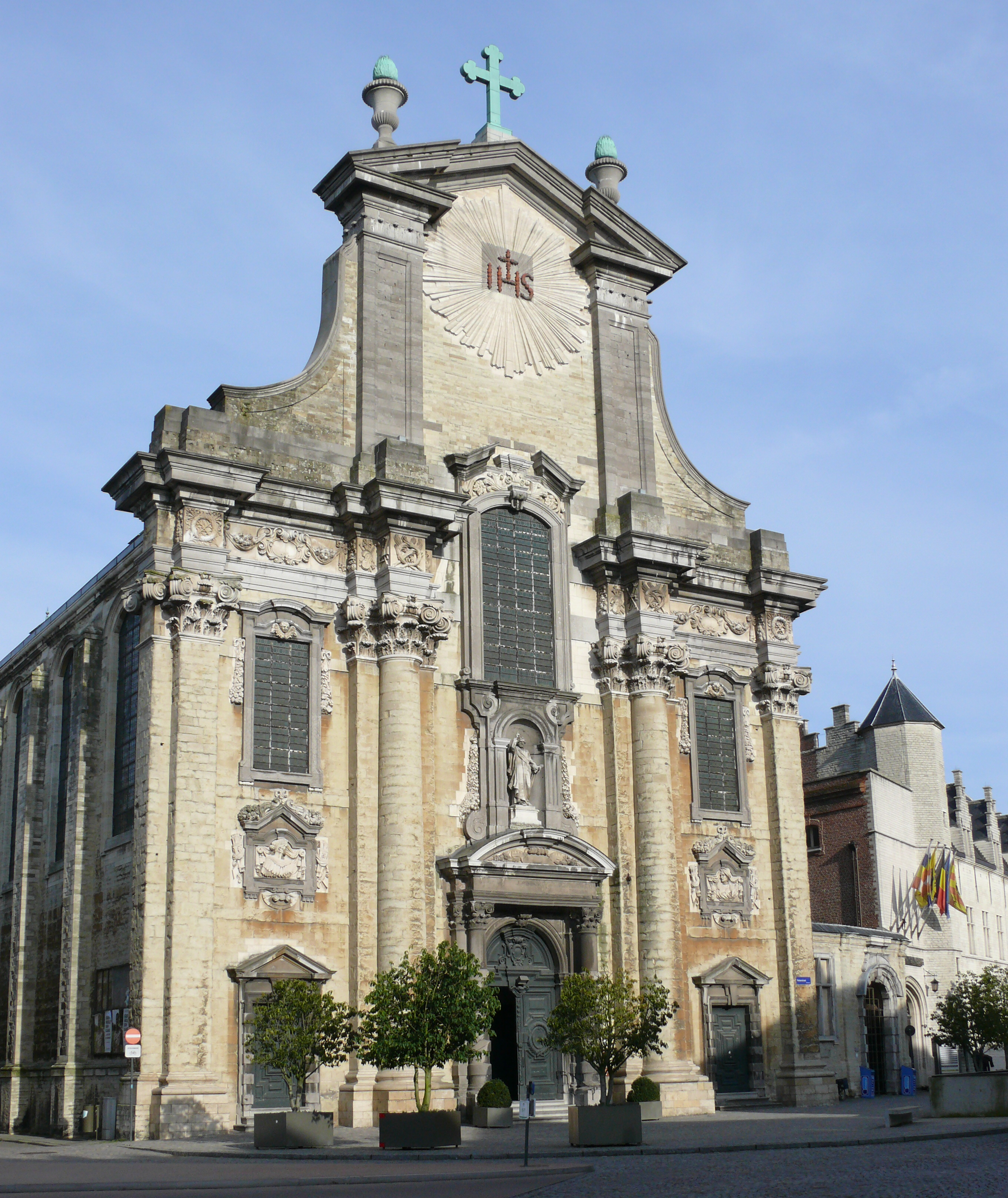
Église Saints-Pierre-et-Paul
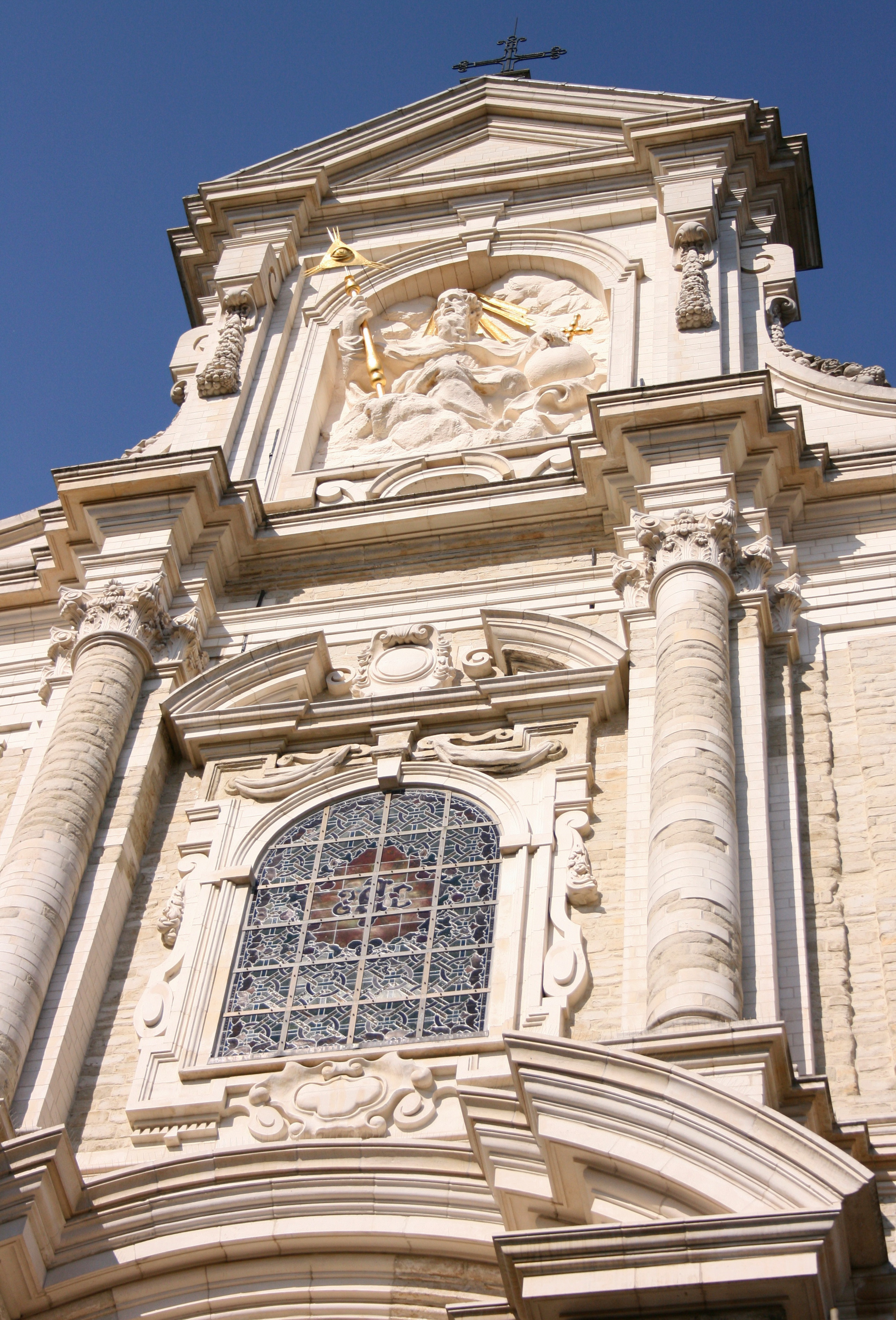
Église du Grand Béguinage (Begijnhofkerk), située dans la Nonnenstraat
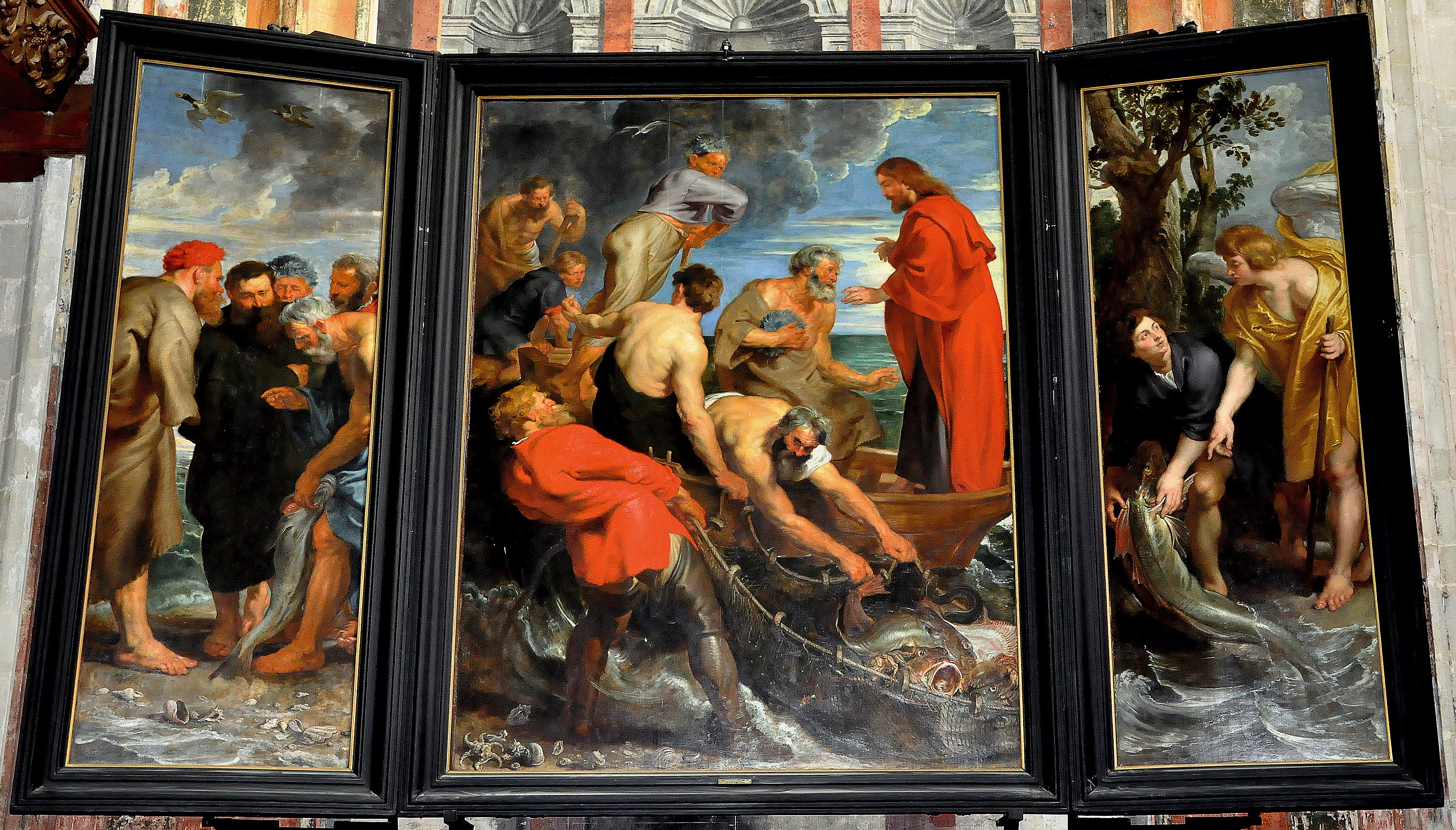
Église Notre-Dame-au-delà-de-la-Dyle. La Pêche miraculeuse de P.P. Rubens

#### Monuments civils
- La Grand-Place (Grote Markt) : le côté est de la place est occupé par un ensemble quelque peu hétérogène de bâtiments formant l'actuel hôtel de ville. Il forme un ensemble quadrangulaire autour d'une cour centrale. Le côté vers la Grand-Place se compose de deux édifices : la Halle aux draps et le beffroi au sud et le palais du Grand conseil au nord. Devant la Halle aux draps se trouve une sculpture en bronze de la poupée Opsinjoorke, mascotte de Malines, jetée en l'air et retombant sur un drap. Le côté ouest de la place est occupé par le complexe De Beyaert, qui date des XIVe – XVIe siècles. Cet édifice fut l'hôtel de ville de Malines de 1474 à 1914. Il fait actuellement fonction de bureau de poste. Construit en style gothique, il fut remanié en 1715. Une restauration menée en 1907- 1908 lui rendit son aspect gothique. Les autres côtés sont occupés par de nombreuses maisons anciennes d'époques diverses.

- Le palais de Marguerite d'York : en 1480, la veuve de Charles le Téméraire et arrière-grand-mère, par alliance, de Charles Quint, fit construire un édifice en gothique tardif à l'emplacement de l'ancienne cour de Cambrai. Charles-Quint y passa sa jeunesse. En 1611, le palais passa entre les mains des Jésuites, qui démolirent la plus grande partie des bâtiments pour y construire leur couvent, ne conservant du palais que la salle de réception. De ce couvent ne subsistent que l'église Saints-Pierre-et-Paul et la chapelle de l'Immaculée Conception, qui date de 1633. La salle de réception de Marguerite d'York abrite actuellement le théâtre communal.

- Le palais de Marguerite d'Autriche : l'édifice doit son nom à Marguerite d'Autriche, tante de Charles Quint, qui y résida lorsqu'elle était gouvernante des Pays-Bas entre 1507 et 1530. Le premier archevêque de Malines, Antoine Perrenot de Granvelle en fit sa résidence de 1561 à 1563. De 1616 à 1795, il fut le siège du Grand Conseil de Malines. Actuellement[Quand ?] il fait fonction de palais de justice. On peut visiter les jardins de la Renaissance. Les bâtiments marquent la transition entre le style gothique tardif et les débuts de la Renaissance.

- La cour de Busleyden (Hof van Busleyden) : cette belle demeure patricienne doit son nom à son premier propriétaire, l'humaniste malinois Jérôme de Busleyden qui la fit construire au début du XVIe siècle pour abriter sa collection d'œuvres d'art. Son ami Thomas More y séjourna en 1515. L'édifice témoigne de l'évolution du style gothique tardif vers la Renaissance. Après le décès précoce de Hiëronymus van Busleyden, la propriété passa par plusieurs mains avant de devenir le mont-de-piété de Malines en 1619. Elle fut gravement endommagée pendant la Première Guerre mondiale : il n'en restait plus que les murs et des fragments de peintures murales au rez-de-chaussée. La demeure fut complètement restaurée en 1930-1938 et transformée en musée.

- Le palais archiépiscopal, résidence des archevêques de Malines.
- Deux béguinages, le Petit Béguinage (« Klein Begijnhof ») et le Grand Béguinage (« Groot Begijnhof ») inscrit sur la liste du Patrimoine mondial de l'UNESCO depuis 1998.

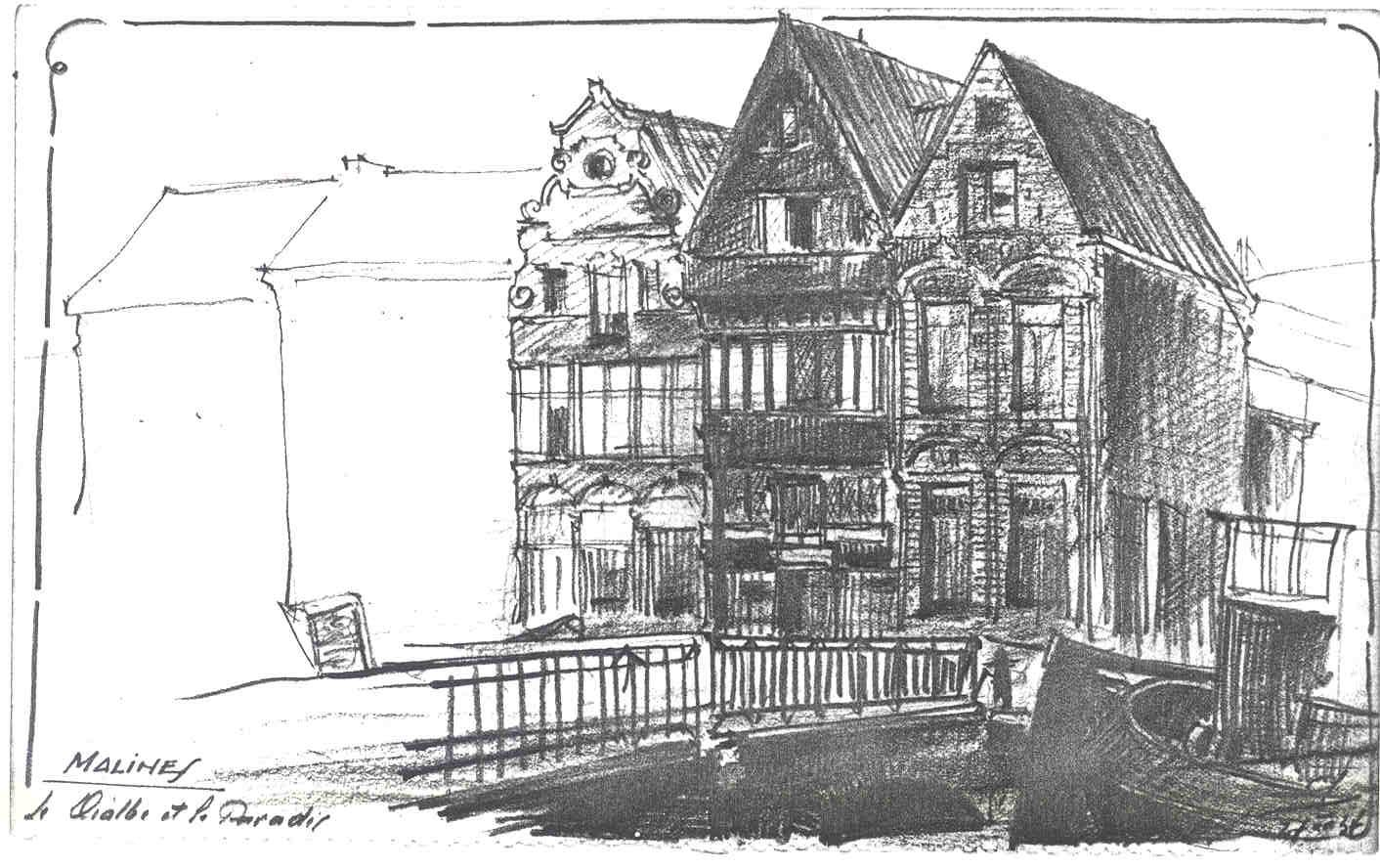
Les trois célèbres maisons Saint-Joseph, Le Diable et le Paradis au Haverwerf (dessin par Léon Van Dievoet, 1934. Collection Musée Hof van Busleyden)

- La porte de Bruxelles (Brusselpoort) : seule porte médiévale de la ville conservée. Construite en pierre de Tournai et de Balegem, elle date des XIIIe et XIVe siècles. Elle héberge actuellement «Het Firmament», le centre flamand d'expertise du théâtre de figurines et ne se visite pas[22].

- Le Haverwerf : ce quai (werf en néerlandais) était l'endroit où l'on déchargeait jadis l'avoine (haver en néerlandais). Malines en détenait le droit d'entreposage exclusif ; les navires chargés de ces denrées devaient faire escale à Malines et mettre en vente leur cargaison pendant trois jours. ce quai possède trois jolies maisons anciennes : Saint-Joseph, le Diable et le Paradis[23],[24].
- Le Marché aux poissons (de Vismarkt) : sur de Vismarkt, on vendait déjà du poisson en 1531, après que les marchands eurent été chassés de l'IJzerenleen à cause des mauvaises odeurs[25]. Aujourd'hui encore, vous y trouvez plusieurs poissonneries. Le Vismarkt et la Nauwstraat voisine sont particulièrement animées.
- Le marché aux bovins (Veemarkt en néerlandais) : était la place ou les divers bovins étaient vendus.

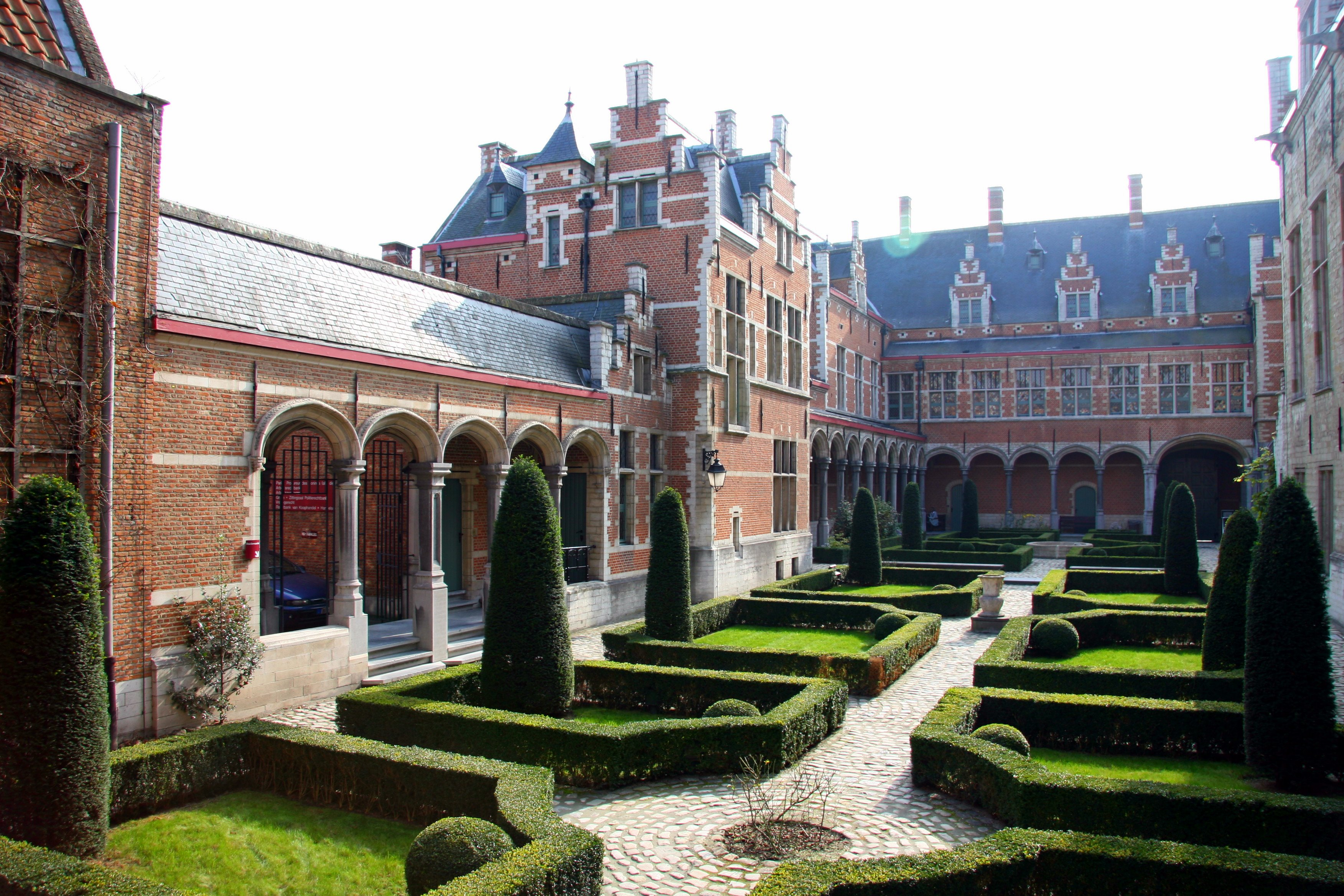
Palais de Marguerite d'Autriche
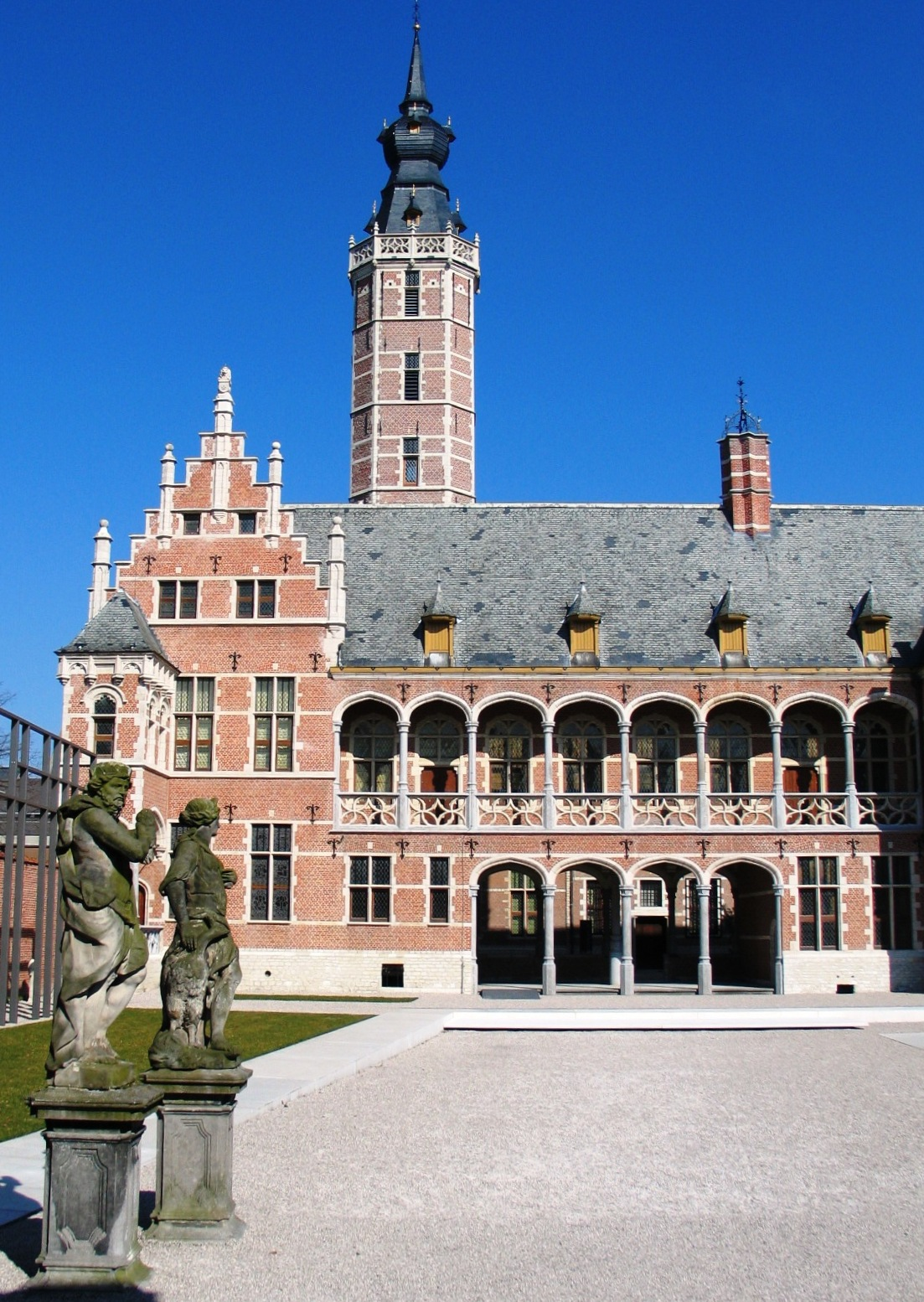
Hof van Busleyden
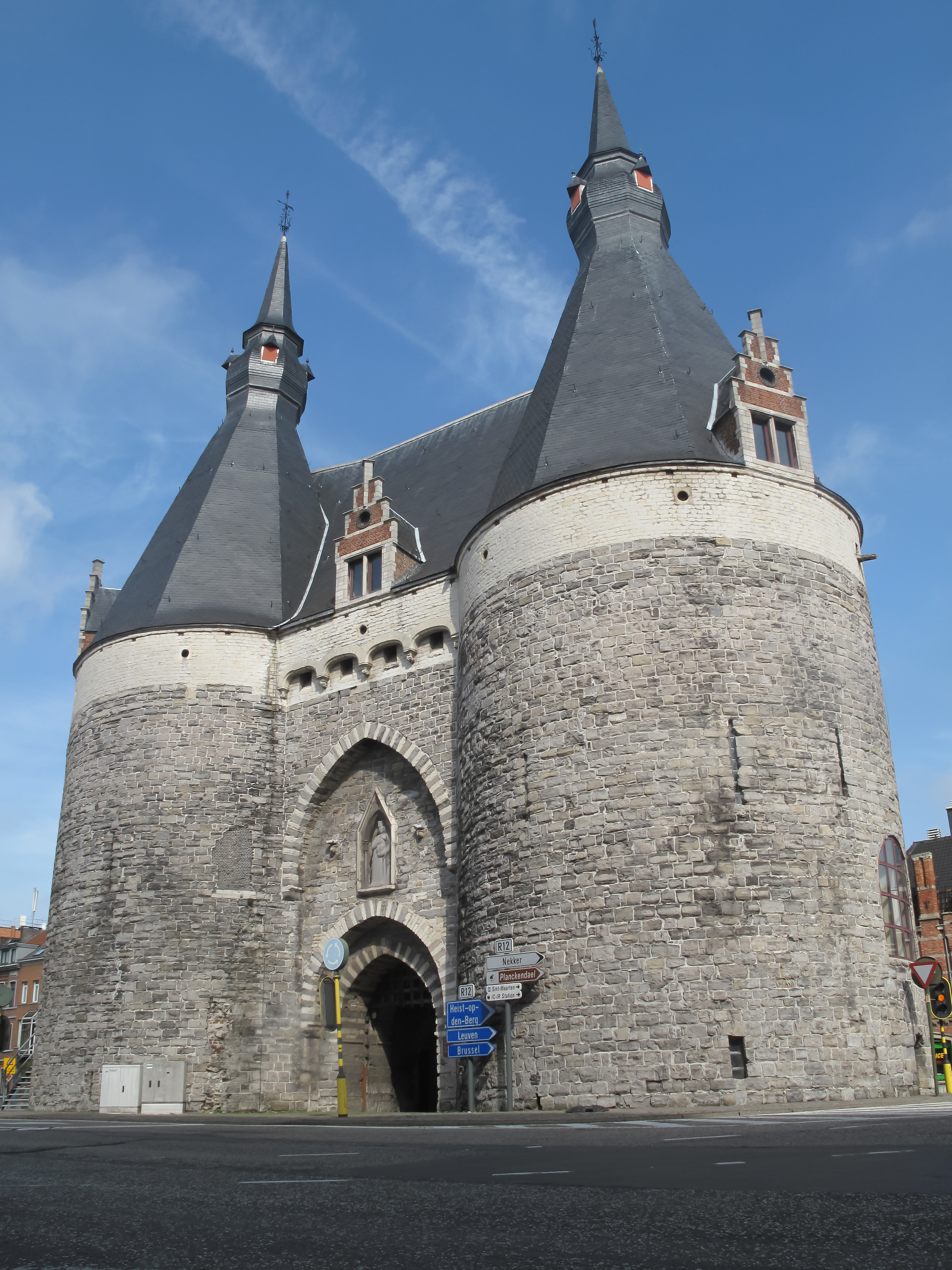
Brusselpoort

#### Musées
- Le Musée communal de la Maison échevinale (Schepenhuis en néerlandais) : il occupe le premier hôtel de ville du XIIIe siècle, et abrite une remarquable collections de retables.

- Le Musée municipal, logé dans un ancien palais la cour de Busleyden (Hof van Busleyden en néerlandais) – est dédié au folklore.

- Le Mémorial, Musée et centre de documentation sur l'Holocauste et les Droits de l'Homme : ouvert le 1er décembre 2012 sur le site de la Caserne Dossin[26]. Il remplace le Musée juif de la Résistance et de la Déportation (« Joods Museum van Deportatie en Verzet »), inauguré en 1995, installé dans les bâtiments mêmes d'où les Juifs de Belgique furent déportés, la Caserne Dossin, Goswin de Stassartstraat 152[27].

- Le Musée de l'Horlogerie : collection d'instruments de mesure du temps qui fut réunie par la famille Op de Beek, Langeschipstraat 13.

- L'Atelier des Horloges de tour et Carillons Michiels.

- Le Cabinet des peintres sots (Zotte Kunstkabinet) : ce cabinet d'art est installé dans une maison de style rococo superbement restaurée, appelée « t'Vliegend Peerd », occupée autrefois par Mayken Verhulst la belle-mère de Bruegel[28]. À cette époque, la Sint-Katelijnestraat était un centre artistique[29]. La collection est consacrée aux peintres satiriques dans la lignée de Bosch et de Bruegel.

- Le Musée du Jouet[30].

- La Manufacture royale de Wit : elle est spécialisée dans la restauration manuelle des tapisseries anciennes. Fondée en 1889, la Manufacture est également un leader dans le négoce de tapisseries anciennes pour les particuliers et les musées[31],[32]. Équipée d'un dispositif de nettoyage ingénieux et breveté, elle restaure les tapisseries des plus grands musées, dont le Louvre, le Prado ou le Metropolitan Museum of Art. De plus, la manufacture De Wit possède une collection prestigieuse de tapisseries anciennes et modernes. L'atelier est établi dans l'ancien refuge des Norbertins de l'abbaye de Tongerlo (1484).

#### Attractions
- L'École royale de carillon : Malines prétend au titre de capitale des concerts de carillon. Le nouveau carillon de la tour Saint-Rombaut fonctionne tout au long de l'année. Pendant la journée, toutes les sept minutes, le carillon joue automatiquement des mélodies. Entre le milieu du quinzième et la fin du dix-septième siècle, Malines était l'un des plus importants fondeurs de cloches d'Europe. L’UNESCO a reconnu en 2014 la culture du carillon en Belgique en tant que meilleure pratique de sauvegarde du patrimoine culturel immatériel[33]. Avec l'achat du carillon Hemony en 1679, la ville de Malines possédait dans sa tour St Rombout l'un des carillons les plus grands et les plus lourds du monde[34]. Au début du siècle dernier, la toute première école de carillon au monde s'est ouverte à Malines. Des étudiants venus du monde entier y apprennent à jouer le carillon[35]. La célébration des 100 ans de l'école de carillon en 2022 est une étape importante dans l'histoire de l'art du carillon dans les Pays-Bas. L'ambition de l'actuel conseil municipal de Malines, concrétisée dans le document de politique générale Malines - hart voor beiaard, est de développer la ville de Malines en tant que centre international de l'art du carillon, avec l'école de carillon jouant un rôle de premier plan en tant qu'institut éducatif et initiateur de nombreuses initiatives et projets[34],[36].

- Technopolis (nl), centre des sciences et de la technologie où les sciences et les technologies sont expliquées d'une façon ludique.

- Le Domaine sportif et récréatif De Nekker[37],[38].

- Le parc de Planckendael : acheté par la Société Royale de Zoologie d'Anvers (KMDA vzw) en 1956, le parc animalier présente aux visiteurs un millier d'animaux. Il abrite également un centre pour la recherche scientifique et la conservation.

- Parmi les entreprises récentes, on peut citer l'imprimerie du timbre depuis 1993, qui fournit La Poste belge.
- Le pôle culturel Het Predikheren est une pépinière de talents. Un lieu de rencontre, de coopération, d'art, de culture et de littérature[39].

### Gastronomie
Malines est une ville gastronomique. Il y a beaucoup de recettes qui sont célèbres. Par exemple, le coucou de Malines, les bières de Malines et des friandises typiques. Cette ville connaît aussi une longue tradition de maraîchage et est réputée depuis le XVIe siècle pour la culture de l’asperge.

#### Le coucou de Malines
Une des spécialités malinoises les plus célèbres est le coucou de Malines. C’est un poulet à chair ferme au plumage gris et blanc. C’est une volaille de grande taille, massive et volumineuse. C’est une grosse productrice de chair blanche très fine. Le coucou malinois figure au menu de nombreux restaurants de la ville, accompagné de légumes primeurs ou d’une sauce à base de bière malinoise.

#### La bière de Malines
La bière la plus connue de Malines est la « Gouden Carolus » et la « Mechelschen Bruynen ». La Mechelschen Bruynen, ou Brune de Malines, était la bière préférée de Charles Quint, qui avait passé sa jeunesse à Malines. Même quand il était en Espagne ou en campagne militaire, il faisait envoyer sa bière préférée. Ces bières sont brassées dans la brasserie « Het Anker », qui a une activité continue attestée depuis le XIVe siècle. Quant à la brasserie « Het Anker », elle célèbre chaque année l’anniversaire de Charles Quint en brassant une « Cuvée de l’empereur ».

#### Friandises
Les « Mechelse Maantjes » (« lunes de Malines ») sont des chocolats, tandis que la « Mechelse toren » ou « tour de Malines » est un biscuit sablé et qu'une « Marguerite » de Malines est un biscuit au citron.

### Personnalités liées à la commune
- Philips van der Aa (mort après 1586), maire de la ville en 1564.
- Willy Anthoons (1911-1982), né à Malines, sculpteur contemporain (non-figuratif).
- Koen Augustijnen (1967-), né à Malines, chorégraphe contemporain.
- Ludwig van Beethoven (1770-1827) descendait d'une famille bourgeoise de Malines[43]. Sur le Haverwerf sur la Dyle, il y a une statue du jeune Ludwig. Et la rue où vivait cette famille s'appelle désormais Van Beethovenstraat. L'un des ponts sur la Dyle porte également le nom de van Beethoven[43].
- Gauthier VI Berthout, dit le Grand, décédé en 1286, chevalier, avoué de Malines pour l’église de Liège, avoué de l’église Saint-Rombaut à Malines, puis seigneur de Malines.
- Jean (Jehan) de Bonnot[44]  (vers 1500), chevalier, seigneur de Cormaillon, écuyer tranchant de l'archiduchesse Marguerite d'Autriche.
- Liévin van Brecht (1515-1158), poète néo-latin, mort à Malines.
- Philippe Couplet (1623-1693), prêtre jésuite, missionnaire en Chine, fit connaître Confucius en Europe.
- Steven Defour, né le 15 avril 1988 à Malines, footballeur international belge jouant au Sporting d'Anderlecht.
- Anne Teresa De Keersmaeker, née en 1960 à Malines, chorégraphe contemporaine.
- Jef Denyn (1862-1941), carillonneur, fondateur de la première école internationale de carillonneurs, est né, a vécu et est mort à Malines.
- Chevalier Gaspar-Joseph de Servais (1735-1807), botaniste et  célèbre bibliophile malinois.  Il avait formé son cousin germain  le chanoine malinois Gaspar du Trieu (1752-1826)  à la bibliophilie.  Les catalogues des ventes publiques de leurs livres furent rédigés par le pharmacien malinois Jean-Baptiste Rymenans.
- Rembert Dodoens (1517-1585), botaniste et médecin de Maximilien II, empereur d'Autriche.
- Lucas Faydherbe (1617-1697), sculpteur et architecte.
- Peter Franchoys (1606-1654), peintre.
- Édouard-Léonor Havin, (1755-1829), homme politique français, réfugié politique à Malines.
- Joannes Cornelius Hendrickx, (1740-1811), orfèvre malinois.
- Jean-François Henot (1799-1865), magistrat et homme politique.
- Aloïs Hunin (1808-1855), peintre et professeur à l'Académie des beaux-arts de Malines.
- Jean-Baptiste Janssens (1889-1964), né à Malines, 27e Supérieur général des Jésuites.
- Jeannekin, dit de Malines, demi frère de Jean II duc de Brabant. Connu grâce à une charte de 1310.
- Gérard Laenen (1899-1980), peintre et sculpteur né à Malines.
- Georges Lemaître (1894-1966), astronome, physicien, auteur de la théorie du Big Bang. Entré au Grand Séminaire de Malines, il est ordonné prêtre en 1923.
- Edmond  Leclef (chanoine), Secrétaire du cardinal Van Roey, protonotaire apostolique et personnage haut en couleur et sportif qui a lancé la jeunesse malinoise dans le football.
- Herman Van Loo (1945-2017), coureur cycliste, né à Malines.
- Günther Neefs, né en 1965 à Malines, chanteur.
- Corneille-François de Nélis (1736-1798), prélat, philosophe et homme d'État des Pays-Bas méridionaux.
- Gérard van den Nieuwenhuysen (-1588), fondeur d'artillerie du roi et directeur de la Fonderie royale de Malines.
- Edmundo Pallemaerts (1867-1945), né à Malines, compositeur belge
- Armand de Perceval (né en 1818), né à Malines, homme politique et diplomate.
- Emmanuel de Perceval (1731-1800), mort à Malines, haut fonctionnaire au service de l'Autriche.
- Jean-Henri de Perceval (1786-1842), né à Malines, homme politique et bourgmestre de Malines.
- Pierre André Joseph Pierets (1756-1838), seigneur de Croonenburgh, chevalier de l'empire, maire de Malines décoré de la Légion d'honneur en 1810 et docteur en médecine.
- Pleus, spécialiste en peinture sur verre (vers 1840).
- Louis Royer (1793-1868), sculpteur renommé, a réalisé la statue du peintre malinois Michiel Coxcie qui se trouve à l'hôtel de Ville de Malines.
- Victor Scheppers (1802-1877), né à Malines, fondateur des Frères de la Miséricorde de Malines.
- Jean Second (1511-1536), poète latin et ami d'Érasme. En 1528, sa famille s'installe dans cette ville où il écrit ses premières élégies.
- Jeroen Simaeys, né le 12 mai 1985 à Malines, est un footballeur international belge qui évolue au Krylia Sovetov Samara.
- Jan Standonck (1483-1504) principal du collège de Montaigu à Paris et fondateur de la Congrégation de Montaigu.
- Baron Goswin de Stassart (2 septembre 1780 - 16 octobre 1854 ), homme politique.
- Alexandre Struys né à Berchem (Anvers) en 1852 est devenu un célèbre artiste-peintre malinois. Ancien directeur de l'Académie de Weimar de 1877 à 1882, Il était surnommé le « peintre de la douleur et de la misère ». Il est mort à Uccle en 1941. Son père, Dirck Pierre Struys, Hollandais, avait été un maître-verrier malinois fort connu.
- Baron Jules de Trannoy (1883-1970), prêtre, ancien président du Conseil national de Belgique de l'Œuvre pontificale de la Propagation de la Foi, protonotaire apostolique A.I.P., Doyen du Chapitre de Saint-Rombaut, Aumônier honoraire de la Cour, Aumônier militaire[45] honoraire, Grand Prieur honoraire de l'Ordre équestre du Saint-Sépulcre de Jérusalem. Il fut l'auteur d'un fascicule : Marie-Pauline Jaricot et l'Œuvre pontificale de la Propagation de la Foi. Mgr de Trannoy est mort à Malines le 31 janvier 1970.
- La famille de Charles du Trieu de Terdonck a occupé une célèbre maison malinoise pendant plusieurs générations.
- Johannes Varennius (1462-1536), enseignant au Collegium Trilingue, auteur de la Syntaxis linguae graecae, Cologne chez Martinus Gymnicus, 1550.
- Frans Verbeeck (vers 1510-1570), peintre.
- Willem Verhoeven (1738-1809), mort à Malines, poète, dramaturge et historien flamand.
- Rombout Verhulst (1624-1698), sculpteur renommé[46].
- Léon Verstraeten (1876-1925), aviateur, y est né.
- Jacques Voorspoel, sculpteur, mort à Malines en 1663.
- Adolphe Van den Wiele (1803-1843), homme politique.
- Rik Wouters (1882-1916), né à Malines, peintre et sculpteur[47].

- Hanne Verbruggen (1994-), chanteuse, actrice, présentatrice, membre du groupe K3, est née à Malines.

### Film tourné à Malines
- 1922 Les Opprimés, d'Henry Roussell avec Raquel Meller, André Roanne. Premier film tourné aux studios Hippolyte de Kempeneer[48].

### Les poupées de Malines
- Antiques au crâne rasé, elles sont encore recherchées par les antiquaires.

### Chiens
Une variété de chiens de berger belges, le Malinois, tire son nom de la région de Malines, où a commencé son élevage. C'est en 1901 que les premiers bergers belges ont été enregistrés dans le Livre des Origines de la Société Royale Saint-Hubert (LOSH). Ce berger fait partie des chiens les plus intelligents, étudiés par le psychologue animalier Stanley Coren.

### Canari malinois
Le canari malinois est un canari de chant d'origine belge. C'est dans la région de Malines que les premiers sujets furent produits. Cette race est très ancienne, elle remonte aux XVe et XVIe siècles.

## Galerie

Malines dans la peinture
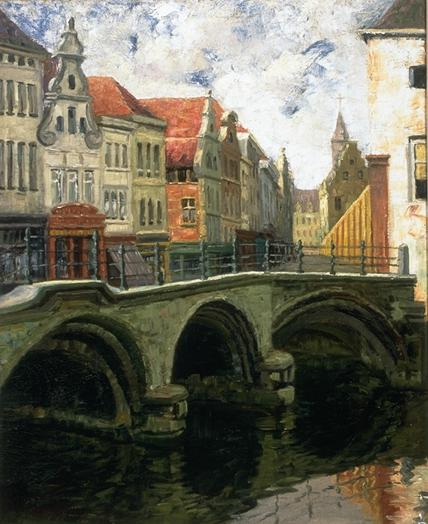
Vers 1920, par Louis Dewis.
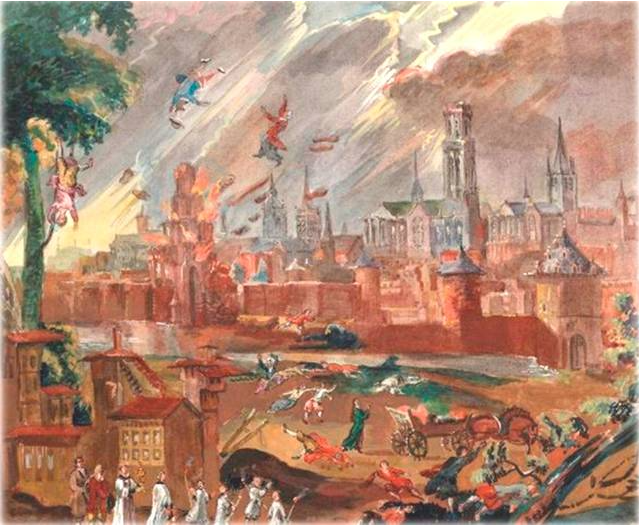